# Tethering

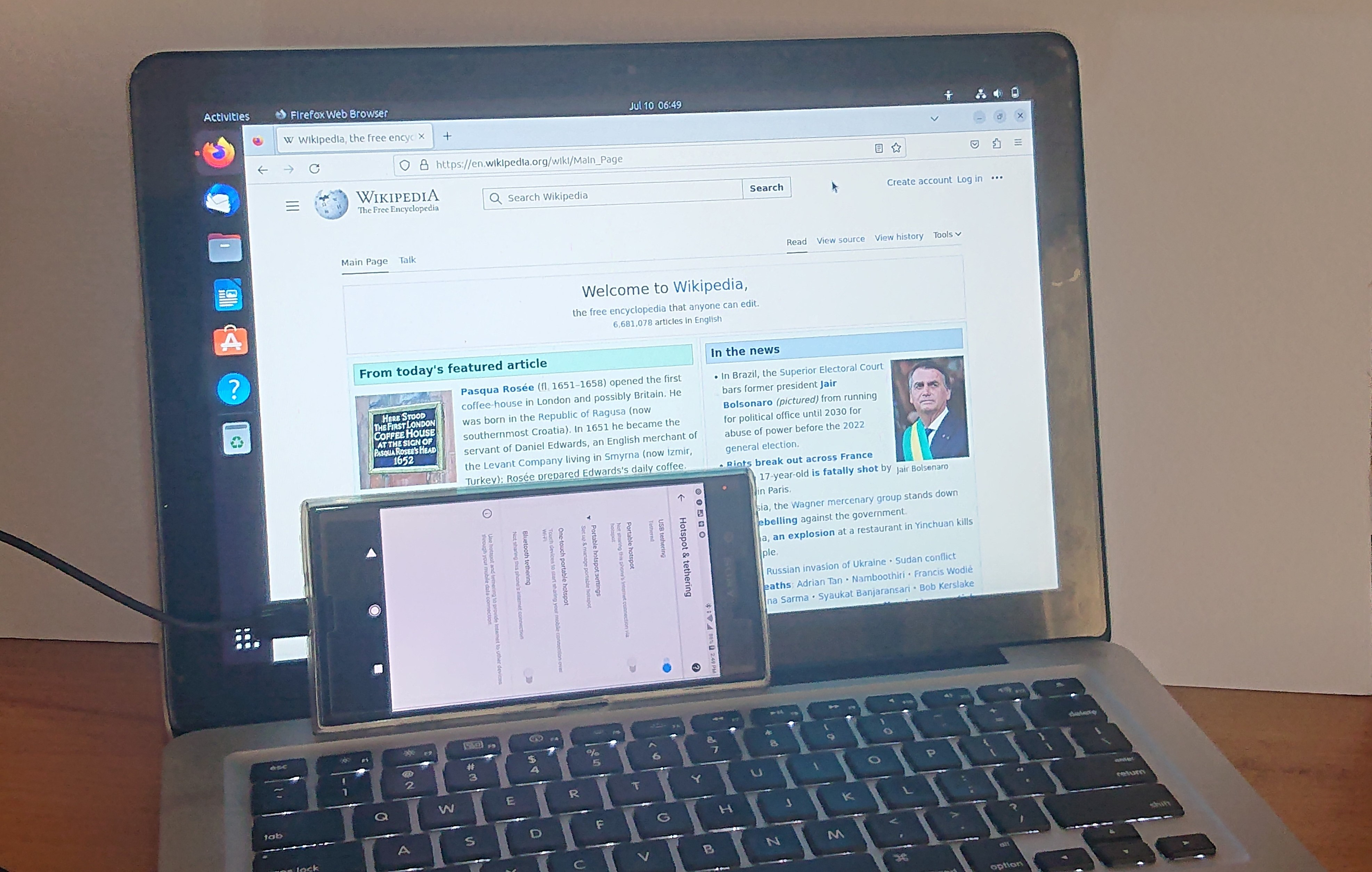
Tethering laptopa i smartfona

Tethering – metoda podłączenia komputera do internetu poprzez telefon komórkowy. Połączenie telefonu z komputerem może mieć postać zarówno przewodową (np. USB) jak i bezprzewodową (Bluetooth, Wi-Fi). 
Telefony GSM generacji 2 i wyższych mają możliwość przesyłania danych za pomocą sieci operatora komórkowego, tj. mogą pracować jako modem. Od lat są prowadzone prace mające na celu zwiększenie przepustowości danych znacznie powyżej podstawowego pasma GSM i obecnie (w 2012 r.) w sieciach są implementowane standardy HSDPA, HSUPA i LTE zapewniające transmisję z łączną prędkością do 100 Mb/s. Oczywistym zastosowaniem tych technologii jest łączenie telefonu z Internetem, w celu bezpośredniego dostępu do obecnych w nim serwisów, a także połączenie modemowe dla komputera osobistego.
Usługi transmisji danych były od początku sprzedawane przez operatorów wraz z urządzeniem specjalnie przeznaczonym do tego celu (modemem GSM), oddzielną kartą SIM i traktowane odrębnie od usług połączeń głosowych. Wraz z pojawieniem się nowoczesnych smartfonów, zdolnych do transmisji danych z prędkością kilku Mb/s, zapewniono im możliwość tańszego łączenia się z internetem, jednak zazwyczaj wolniej i wciąż za znaczną cenę. W miarę jak ceny pakietów danych dla telefonów zaczęły spadać, zostało to wykorzystane przez użytkowników. Część operatorów w krajach anglojęzycznych (USA i Wielka Brytania), zareagowała wprowadzeniem blokad i kar, a w niektórych przypadkach opłat dodatkowych za takie wykorzystanie telefonu (np. sieci 3 oraz T-Mobile w Wielkiej Brytanii).

## Zasada działania
Telefon w takim układzie jest wykorzystany jako modem, a kontrolę nad nim przejmuje odpowiedni sterownik w komputerze. Łączenie odbywa się na zasadzie analogicznej do szerokopasmowych połączeń przez modemy GSM na USB. Ponieważ telefony obsługują stos Bluetooth, jest też możliwość bezprzewodowego korzystania z modemu, jednak dzieje się to kosztem ograniczenia prędkości zazwyczaj do 1 Mb/s.
Telefony z zainstalowanym systemem Windows Mobile 6 lub nowszym mają zablokowany dostęp do modemu. Funkcję tę przejmuje oprogramowanie telefonu zapewniające obsługę połączenia modemowego i jego routing do sieci lokalnej zestawionej przez USB lub Bluetooth. Komputer w takim wypadku powinien mieć zainstalowany sterownik odpowiedniej, wirtualnej karty sieciowej. Systemy Windows 7 i Linux zawierają taki sterownik standardowo. Istnieją też programy dla Windows Mobile udostępniające połączenie internetowe przez dowolną kartę sieciową telefonu, np. Wi-Fi.